# Super Ratones
Los Super Ratones, también conocidos como Super Ratones, es una banda de rock argentina, formada en 1985 en la ciudad de Mar del Plata. Adquirieron gran popularidad a partir de 1990.

## Historia

### Comienzos
Esta agrupación nació en la ciudad de Mar del Plata en el año 1985 con José Luis "Person" Properzi (batería y voz), Oscar Granieri (guitarra y voz), Fernando Blanco (bajo y voz), Nacieron como trío y se hacían llamar simplemente Los Ratones. Ganaron el premio a la banda revelación del Festival de la Juventud y en 1988, ya con el ingreso de Mario Barassi, agregaron el nombre definitivo al grupo: Los Súper Ratones.
Durante 1988, se incorporó el guitarrista y vocalista Mario Barassi (que hasta ese momento, integraba la banda también de Mar del Plata, (Los Kiwis). Con Mario Barassi obtienen un músico de calidad vocal e instrumental que les faltaba, además de componer sus canciones.
Tras cinco años de presentaciones por la costa y zona de influencia, firmaron un contrato para su álbum debut, Rock de la playa, que enseguida logró ser disco de oro y más, debido a sus abultadas ventas.

### Años 1990, debut discográfico y llegada a la masividad
Influenciados por The Beach Boys, The Beatles, The Byrds, The Kinks, Little Richard, Elvis Presley entre otros artistas de los años 50 y 60, editaron su primer trabajo discográfico, titulado Rock de la playa. Entre los éxitos de este material, sobresalen: «¿Puede tu mono bailar a-go-go?», «Toda la noche así» y los covers «Barbara Anne» y «Papa om mow mow» (ambos popularizados por The Beach Boys).
El éxito inmediato del disco los lleva a recorrer todo el país y no paran de tocar en casi un año y medio. Los programas de radio y TV más importantes los tienen como invitados todas las semanas. En medio de ese torbellino y de su mudanza de Mar del Plata a Buenos Aires, graban apresuradamente el segundo disco.
Su siguiente material de estudio, titulado Segundo tiempo, fue editado en el año 1991 y fue presentado en el Estadio Obras, lo que marcó el desembarco masivo de la banda entre el público bonaerense, quien los encasilla como los herederos del sonido de los ya mencionados Beach Boys.
En 1993 son invitados por Jerry Lee Lewis y viajan a Estados Unidos, donde graban su tercera producción, Aire para respirar. Además de tener una sesión de grabación en los míticos estudios Sun, el disco estuvo producido por D.J. Fontana, baterista original de Elvis Presley, quien además tocó en cuatro temas, entre los que se destaca la versión en castellano del ya clásico No seas cruel. Fue presentado el álbum cuando fueron la banda soporte de Johnny Rivers, en teatro Broadway de la Avenida Corrientes.
Luego de un descanso, en el año 1995, graban Reciclable, que los devuelve a un estilo más pop con un material muy variado y donde sobresalen las canciones «Con cariño, yo» y una versión en español del clásico de Bob Dylan, «My Back Pages».
En el año 1996, el grupo muestra una evolución sonora y una madurez musical, desarrollando un estilo más personal en el disco Zapping club, que arroja los cortes «Me muero por vos» y «Karma sin quemar». Era el cambio musical que estaban buscando.

### Fines de los 90, cambios, Brit Pop y crecimiento musical
En 1998, cambian de compañía discográfica y presentan su sexto disco, Autopistas y túneles, producido por Juanchi Baleiron (guitarrista de Los Pericos). La canción «Aguafuertes», fue el primer sencillo. Inspirada en las Aguafuertes porteñas de Roberto Arlt, esta canción los llevó a ser reconocidos por todos sus colegas del mundo de la música. En este disco muestran una madurez en las letras y en inspirados arreglos musicales que llevan a Autopistas y túneles, a ser seleccionado entre los mejores tres álbumes del año. Contando con sus ya clásicas armonías vocales el disco es considerado también como el mejor álbum de brit pop argentino. Son sencillos también «Juntando las piezas», «Pasajeros» y «Granja media argentina». Entra en la banda un miembro estable y definitivo, Agustín Insausti, pianista y cantante.

### Años 2000: «Cómo estamos hoy?» y la consagración definitiva
En el año 2000, se edita el álbum casi conceptual Mancha registrada. En este trabajo, se encuentra la canción «¿Cómo estamos hoy, eh?», que fue el primer sencillo. Este tema se convirtió en un hit que sonó en todas las radios y canales de televisión, e incluso el disco fue nominado a los premios Grammy Latinos como "Mejor interpretación vocal en disco de rock". La fuerza de la canción, las imágenes del video y lo que cuenta en su letra fue interpretado como la banda de sonido de la crisis que se avecinaba en la "Argentina del corralito". 
Su éxito rotundo llevó al grupo a otros países e incluso a otros continentes donde cosechó más éxitos, reconocimientos, shows, premios y muchos discos vendidos. La portada del disco fue realizada en el atelier del famoso artista plástico Carlos Regazzoni en un happening realizado en su estudio.
Otros títulos exitosos del álbum son: «Decime qué te hicieron» (hit en España, Estados Unidos y Centroamérica), «Cornalitos fritos» y «Cosas perdidas», una Bossa-rock donde cuentan con la participación de Jorge Maronna del grupo humorístico-musical Les Luthiers como invitado especial. Fue el disco del salto internacional y que les dio repercusión mundial.

Nuestro objetivo fue grabar un disco que te den ganas de volver a escuchar», -comentaron-. «Si bien somos una banda con una influencia muy clásica, estuvimos abriendo la cabeza e incorporando formatos y sonidos nuevos, canciones experimentales y psicodélicas, sin perder nuestros arreglos vocales
Los Súper Ratones

.
De la mano del éxito del disco "Mancha registrada", fueron nominados a los Premios Grammy Latinos en 2001 como "Mejor interpretación vocal en disco de rock" y también para los Premios Gardel a la música 2001 en las categorías "Mejor canción (Cómo estamos hoy)" y "Mejor álbum grupo pop".
Durante los próximos años, y de la mano de «Cómo estamos hoy», la banda no paró de girar por todo el país y por Europa (básicamente en países como España y Portugal) cada verano, sumándose a festivales cada vez más importantes y compartiendo escenarios con grandes artistas.

### Canciones «Urgentes»
La octava placa fue Urgente, editado a mediados de 2003. Compuesto en medio de hoteles, aviones y giras interminables por Europa y Estados Unidos. El disco fue también producido nuevamente por Juanchi Baleirón y contiene trece temas de estilo garage rock, cuyo corte difusión fue «Sube y baja» y el segundo, un gran power pop llamado «Acción».
El mayor desafío de este disco fue, precisamente, ser el sucesor de Mancha registrada, y poder demostrar que el éxito no había acabado con su creatividad.
Durante el año 2005, se sucedieron muchos shows festejando los 20 años del grupo. Gira por el norte argentino, shows en La Trastienda de Buenos Aires, el Teatro Auditorium en Mar del Plata, El Salón Blanco de la Casa Rosada, shows en Rosario, Córdoba y Mendoza.
En pleno festejo por los 20 años de la banda, reeditaron Urgente, acompañado de un DVD con diez videoclips y el concierto completo del Quilmes Rock de 2003 más dos bonus tracks, con versiones en castellano de canciones de Tom Petty y Brian Wilson.
Participan como invitados en coros y arreglos vocales de discos de Litto Nebbia, Miguel Cantilo, Iván Noble, Los Auténticos Decadentes, Palo Pandolfo, Kapanga, La Mosca Tsé Tsé, entre otros.

### 2006: Simplemente «Super Ratones»
Durante el 2006, comienzan a grabar el nuevo disco en los estudios Circo Beat en medio de una enorme gira nuevamente por Europa, y se suma una invitación para un gran festival durante la copa mundial de fútbol que se realizaría en Alemania en ese año. Un mes en Alemania, experiencia increíble y shows en Países Bajos y Bélgica. Vuelta a España y a terminar el disco.
En 2007, en plena gira por Europa nuevamente y con la mezcla del nuevo disco a mitad de camino, Fernando Blanco anunció su alejamiento de la banda para iniciar carrera por su propia cuenta y es reemplazado por Fernando Ronnie Astone, un viejo amigo del grupo. Se termina de grabar el disco en 2008 con varias composiciones nuevas.

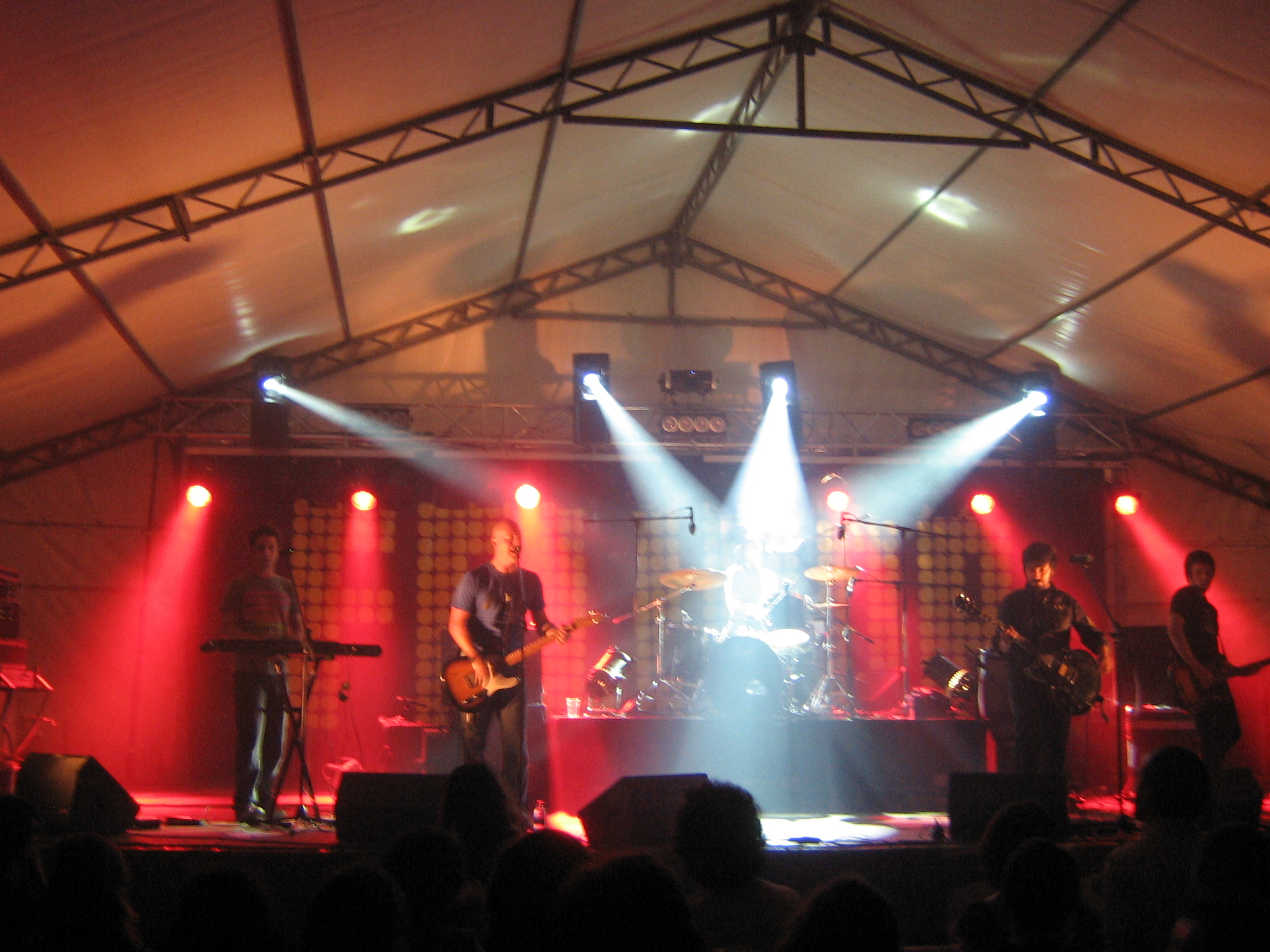
Los Súper Ratones, durante un concierto en el festival Felipop en La Coruña, España, en el año 2008.

La siguiente placa, bautizada simplemente Súper Ratones, contó con la participación de invitados como Juanchi Baleiron (guitarrista de Los Pericos y habitual productor de la banda), el ya fallecido Tavo Kupinski (guitarrista de Los Piojos y Las Pelotas), Miguel Cantilo, Roque Narvaja, Ken Stringfellow de REM y The Posies, nuevamente Jorge Maronna, Sarcófago de Los Ratones Paranoicos y la sección de vientos de La Mosca Tsé Tsé. El tema «Esperando al sol» fue elegido como sencillo de difusión. El disco es una vuelta a las armonías vocales y en la búsqueda de la canción perfecta.
Se desprenden varios sencillos, el ya mencionado «Esperando al sol», «Todo el mundo te hace algo», «El último verano» y «Lo demás es lo de menos», canción que identifica al grupo. Se intensifican la energía y las ganas de tocar, las giras por Europa y en todo el país y cada vez con más shows. 
Participan de discos como invitados en coros y arreglos vocales de The Disciplines (grupo noruego de Ken Stringfellow) y Estelares.

### Periodo 2010 a 2015: Aniversarios importantes y muerte de Person
A mediados del año 2009 presentan el disco en La Trastienda en Buenos Aires en un caliente show con Ken Stringfellow como invitado que se suman a Tavo Kupinski y Juanchi Baleirón, concretan la décima gira consecutiva por Europa, con treinta shows en España, Portugal y Alemania, donde también se publica el disco Super Ratones. En ese año entra Pablo Diez, quien reemplaza a Fernando Ronnie Astone (quien se queda a vivir en España) en el bajo.
Al cumplir 25 años de carrera, en febrero de 2010, son nombrados Ciudadanos Ilustres de Mar del Plata, con un acto oficial y un gran show gratuito. en Playa Grande.
También festeja en Capital con un enorme show multitudinario en el anfiteatro de Parque Centenario a tope y con invitados como Litto Nebbia y Miguel Cantilo quienes se suman al festejo de los 25 años.
Este año son nominados a los Premios Gardel a la música como "Mejor álbum grupo pop".
Los años 2011 y 2012, se realizan también largas giras por Europa y por Argentina. Se filma el video de «Lo demás es lo de menos». Por la gran cantidad de shows, se va postergando la grabación del disco nuevo, el número 10.
En 2013, se comienza con una gran cantidad de presentaciones en festivales y actuaciones en concursos musicales por todo el país. Participan de la grabación del DVD del grupo Estelares en el Teatro Gran Rex como coristas fijos. Se realiza el festival Quilmes Rock donde tocan en conjunto con Blur y también en el teatro Opera de Buenos AiresRingo Starr, exbaterista de The Beatles, sube a tocar un tema de la banda marplatense cumpliendoles un sueño. En abril de 2015, la banda cumplió treinta años de carrera y lo festejan realizando presentaciones por toda Argentina con varios shows programados. Se suma Sebastián Reinholz, un viejo amigo y gran músico en la batería.
El Senado de la Nación les entrega un reconocimiento por los "30 años de aporte a la cultura y los Derechos Humanos" con una celebración en el mismo senado. Se siguen sumando shows por los festejos del aniversario; sin embargo, el 3 de noviembre del mismo año, uno de sus fundadores, José Luis "Person" Properzi, murió a los cuarenta y ocho años de edad, tras luchar contra un cáncer, que venía padeciendo desde hacía un tiempo atrás. Los integrantes de la banda, eternos compañeros de Person, escribieron en sus cuentas oficiales de Twitter y Facebook "Super Ratones lamenta comunicar con profunda e infinita tristeza el fallecimiento de Person, inmenso artista. Chapeau! para nuestro querido hermano y compañero de ruta de toda la vida...Lo recordamos cantando sus mejores canciones, siempre".
El frágil estado de salud de Person hizo difíciles las posibilidades de avanzar en la grabación del disco nuevo. Entonces, como último pedido, Person sugiere publicar sus demos o maquetas en un disco, sin tocar las canciones, así como están. Mario Barassi y Lisandro Ruiz, productores del disco, acuden a Mario Breuer y avanzan con la producción de Vía Properzi, disco póstumo de Person, dedicado a su hijo, Salvador. El álbum se edita en marzo de 2016. Una bellísima colección de canciones, la mayoría maqueteadas para este disco nuevo de Super Ratones.

### 2016-2018, regreso, grabación y nuevo presente
En 2016 son nombrados "Personalidad destacada de la Cultura" por la Legislatura Porteña y, luego de un tiempo de duelo y de poder sobrellevar los momentos duros, la banda es invitada por el club Atlético de Madrid para un festival en Madrid organizado por el club. Luego de tocar, viajar y comprobar la vigencia del grupo, con más invitaciones a shows y entrevistas en medios, son invitados por 3 de los festivales más importantes a realizar una nueva gira de verano por España. Se presentan en un show muy emotivo en la Usina del Arte en Buenos Aires y comienzan a grabar lo que será el décimo disco que había quedado trunco con la partida de Person. Esta gira de 2018 los devuelve a los primeros planos en España.
El 2017 y 2018 son años de nuevas giras por España, composiciones y mucho tiempo en el estudio grabando. En 2018 con una gran gira nuevamente por España (22 shows en 30 días) y muchos festivales importantes, se encuentran en plena grabación del disco tan esperado, con nuevas canciones y con ganas de seguir escribiendo la historia grande.

### 2019, disco nuevo «Carreras de aviones» y lanzamiento
Este año es el indicado para el lanzamiento del nuevo disco, Carreras de aviones es el título, número 10 en la discografía, producido por Mario Barassi, Agustín Insausti y Nelson Pombal. Con muchas canciones nuevas con el estilo Power Pop de guitarras al frente y armonías vocales. En el disco hay muchos invitados de importancia y será acompañado el lanzamiento con una gran gira por Europa y por toda Argentina. 
El primer sencillo que fue lanzado en España se titula "Si no tuvieras miedo" y cuenta con la participación de Mikel Izal y Alberto Pérez Rodríguez, grandes amigos y enormes artistas del grupo pop español Izal. La grabación del disco fue entre marzo de 2016 y marzo de 2019.
El grupo firmó contrato con Sony Music y la fecha de lanzamiento en Argentina y el resto del mundo fue a finales de 2019 y con el sencillo "Carreras de aviones", canción compuesta en colaboración entre Mario Barassi y Manuel Moretti. Se lanza en conjunto ese sencillo, el disco completo y el video, filmado junto a Manuel Moretti de Estelares en la escuela de aviación de Morón. El video fue dirigido por Santiago Ruiz y producido por Lisandro Ruiz para Nacho Films.

### 2020, presentación del disco y nominaciones
El disco Carreras de aviones fue muy bien recibido por el público y la prensa especializada. Debido a las decisiones de distanciamiento social y cuarentena por la pandemia a partir de la propagación del COVID-19, la presentación del álbum en Buenos Aires, toda la Argentina y la gira por España se suspendieron hasta nuevo aviso.
Sin embargo, Mario Barassi viajó a realizar una gira promocional en formato acústico por España para presentar el disco. Se realizó la presentación para el "Quilmes Rock 2020" y pronto se presentó el video en formato acústico y en cuarentena de "Carreras de aviones". Además, el disco fue nominado en 3 categorías para los Premios Gardel a la música 2020:
- Mejor grabación
- Mejor álbum grupo Pop Alternativo
- Mejor videoclip

El grupo pudo presentar el disco en 2 funciones en un teatro en Buenos Aires a fines de este año.

### 2021
La canción "Si no tuvieras miedo" se incluyó en varios capítulos de la serie de Movistar en España "Los Espabilados" de Albert Espinosa.
Se realizó la filmación del nuevo videoclip "Si no tuvieras miedo" con la participación especial del actor Santiago Segura en las ciudades de Buenos Aires, Madrid y Venecia. Se realizaron también algunas presentaciones en streaming para España.
Pese a las restricciones por la pandemia y el COVID 19, se pudieron realizar unas presentaciones en TV y el grupo participó en la grabación de los arreglos vocales y coros en las canciones de los nuevos discos de Roque Narvaja y Estelares.

### 2022
Se realiza la presentación oficial del disco Carreras de aviones en el Centro Cultural Kirchner con mucho éxito y entradas agotadas en 2 horas. Participaron de la presentación varios invitados del disco.

### 2023
Realizan gira por todos el país con un gran éxito, visitando provincias a las que hacía bastante tiempo no iban. Arman un ciclo de presentaciones en CABA celebrando el 25 aniversario del emblemático disco Autopistas y túneles de año 1998 con varias fechas que se fueron repitiendo con mucho éxito.

### 2024, singles de «Camouflage»
Comienzan el año con shows en la costa y en CABA, mientras concurren al estudio a terminar algunas de las canciones que formarán parte del nuevo álbum.
El disco estará integrado por rarezas, versiones y grabaciones que se realizaron durante los últimos 20 años; canciones que se hicieron para discos de compañías indies en Estados Unidos, España, Alemania y Argentina. Contará con muchas sorpresas y temas nunca antes escuchados ni publicados en plataformas digitales. Durante el año se lanzan 2 singles adelantos del disco que llevará por título Camouflage.
- "Los dinosaurios", el clásico de Charly García junto a Los Tipitos.
- "Troubled times", una versión del tema de Fountains of Wayne.

### 2025
Se lanzan nuevos singles del disco "Camouflage". El disco estará integrado por rarezas, versiones y grabaciones que se realizaron durante los últimos 20 años; canciones que se hicieron para discos de compañías indies en Estados Unidos, España, Alemania y Argentina. Contará con muchas sorpresas y temas nunca antes escuchados ni publicados en plataformas digitales. Durante el año se lanzarán singles adelantos del disco.
- "Coplas del musiquero", clásico del maestro Litto Nebbia.

## Integrantes

### Actual formación
- Oscar Granieri: Guitarra y voz
- Mario Barassi: Guitarra y voz
- Agustín Insausti: Teclados y voz
- Sebastián Reinholz: Batería y voz
- Gustavo Lato: Bajo y voz

### Formación discográfica original
- Oscar Granieri: Guitarra y voz
- Mario Barassi: Guitarra y voz
- José Luis Properzi: Batería y voz
- Fernando Blanco: Bajo y voz

### Exintegrantes
- José Luis Properzi: Batería y voz (†) – 1985 a 2015
- Fernando Blanco: Bajo y voz – 1985 a 2007
- Pablo Díez: Bajo – 2009 a 2021
- Fernando Ronnie Astone: Bajo – 2007 a 2009
- Juan Carlos Raising: (2.ª guitarra) miembro que alternó entre 1987 y 1988
- Angel Moutafian (alias Alejandro Dion): 2.ª guitarra – 1987

## Discografía
- 1990 - Rock de la Playa (Barca Discos)
- 1991 - Segundo tiempo (Barca Discos)
- 1993 - Aire para respirar (Barca Discos)
- 1995 - Reciclable (Barca Discos)
- 1996 - Zapping Club (Barca Discos)
- 1998 - Autopistas y túneles (EMI)
- 2000 - Mancha registrada (EMI)
- 2003 - Urgente (EMI)
- 2009 - Super Ratones (Nacho Records/PopArt Discos)
- 2019 - Carreras de aviones (Nacho Records/Sony Music/Hook Ediciones Musicales)
- 2025 - Camouflage

### Colaboraciones y Participaciones
- 1997 "Planetario" - Los Enanitos Verdes
- 1997 "Magic hotel" - Alejandro Lerner
- 1999 "La Acadé, por siempre Racing" - Disco para Racing Club
- 1999 "Vísperas de carnaval" - La Mosca Tse Tse
- 1999 "Un asado en Abbey Road" - Kapanga
- 2000 "Anatomix" - Antonio Birabent
- 2001 "Buenos muchachos" - La Mosca Tse Tse
- 2002 "Brian Wilson tributo" - Disco tributo a Brian Wilson
- 2003 "Tango latino" - La Mosca Tse Tse
- 2003 "Hay una vida nueva" - Taylor
- 2003 "Sigue tu camino" - Los Auténticos Decadentes
- 2004 "Villanos al poder" - Villanos
- 2004 "Nadie sabe dónde" - Iván Noble
- 2004 "Somos socios del Atleti" - Disco por los 100 años del Atlético de Madrid - España
- 2004 "Superpoderosos" - Villanos
- 2004 "Antojo" - Palo Pandolfo
- 2005 "Tribute to Tom Petty" - Disco tributo a Tom Petty - España
- 2005 "Felipop - 5to aniversario" - Disco de bandas del Felipop - España
- 2005 "Bands on tour compilation" - Disco compilado de grupos grabados en Asturias - España
- 2005 "Danza del corazón" - Litto Nebbia
- 2005 "Clásicos" - Miguel Cantilo
- 2008 "Historias de adolescentes" - Disco para el Ministerio de Educación
- 2008 "Felipop - 10mo aniversario" - Disco de bandas del Felipop - España
- 2008 “Beautiful Escape: The Songs of The Posies Revisited” - Tributo a The Posies - USA
- 2008 "Pequeño gran hombre" - Tributo a Enrique Bunbury - España
- 2009 "Smoking kills - Ken Stringfellow & The Disciplines - Noruega
- 2009 "Una temporada en el amor" - Estelares
- 2010 "Arriba" - Rescate
- 2010 "Homenaje aniversario 50 años de Los Beatles" - Disco tributo a Beatles - España
- 2010 "Una Celebración del Rock Argentino" - Varios volúmenes con clásicos del rock argentino
- 2011 "If I… If I… If I… The Songs of Squeeze Revisited" - Tributo a Squeeze - USA
- 2012 "No alcanza una vida" - Los Hermanos Butaca
- 2012 "El costado izquierdo" - Estelares
- 2012 "Sinfonía para catedrales vivas" - Disco homenaje a Litto Nebbia
- 2014 "Vivo en el Gran Rex" - Estelares
- 2016 "Rock de la playa + Navidad Rock EP" - Los Heladeros del Tiempo
- 2016 "Las antenas" - Estelares
- 2018 "Matar o morir" - W Dobleve
- 2018 "Verano EP" - Los Heladeros del Tiempo
- 2018 "Otoño EP" - Los Heladeros del Tiempo
- 2018 "Invierno EP" - Los Heladeros del Tiempo
- 2018 "Primavera EP" - Los Heladeros del Tiempo
- 2019 "Las Lunas" - Estelares
- 2019 "Vol 3" - Don Adams
- 2021 "Mar de la tranquilidad" - Roque Narvaja
- 2022 "Un mar de soles rojos" - Estelares

### Discos relacionados
- 2016 "Voy" - Natty Producido por Mario Barassi y Agustín Insausti
- 2016 "Via Properzi" - maquetas de Person Producido por Mario Barassi y Lisandro Ruiz
- 2017 "El último hombre que va a Marte" - Agustín Insausti y Los Electricistas
- 2018 "Matar o morir" - W Dobleve - Sebastián Reinholz (batería y voz)